# Rote Kämpfer
Die Roten Kämpfer waren eine syndikalistische, rätekommunistische Organisation und Widerstandsgruppe gegen den Nationalsozialismus.
Die Gruppe wurde 1931 oder 1932 gegründet. Zu den Gründern gehörten ehemalige Mitglieder der KAPD (Essener Richtung), wie Arthur Goldstein, Bernhard Reichenbach, Alexander Schwab und Karl Schröder, welche zwischenzeitlich entristisch in der SPD gearbeitet hatten. Andere Mitglieder kamen aus der Sozialwissenschaftlichen Vereinigung, einem 1924 gegründeten, überparteilichen marxistischen Bildungsverein in Berlin; weitere Mitglieder (vor allem an der Ruhr und in Sachsen) kamen vom linken Flügel der SAPD und der SAJ. Zu den Mitgliedern zählten auch der Schriftsteller Franz Jung, der Offizier Harro Schulze-Boysen und anfänglich auch der spätere nordrhein-westfälische Ministerpräsident Heinz Kühn. Die Gruppe umfasste insgesamt circa 400 Mitglieder, mit Schwerpunkten in Berlin, Sachsen und dem Ruhrgebiet.
Die Roten Kämpfer waren schon vor der Machtergreifung der NSDAP am 30. Januar 1933 im Geheimen tätig. Sie gab zweimonatlich das Zirkular Der Rote Kämpfer heraus, welches im Frühjahr 1936 in Der Arbeiterkommunist umbenannt wurde.
Die Roten Kämpfer blieben bis Ende 1936 auf Grund ihrer streng konspirativen Arbeitsweise von der Gestapo unentdeckt. 1936 und 1937 wurde die Gruppe zerschlagen, dabei wurden 150 ihrer Mitglieder verhaftet und viele von ihnen in Konzentrationslager oder Zuchthäuser verschleppt. Arthur Goldstein wurde während des Krieges im französischen Exil von der SS ermordet, Alexander Schwab starb im Zuchthaus Zwickau.
Nach 1945 blieben die meisten ehemaligen Mitglieder der Gruppe in den Westzonen oder den Westsektoren Berlins. Einige blieben politisch unabhängig. Dazu gehört Willy Huhn, der publizistisch in führender Position für die Zeitschriften Neues Beginnen – Blätter internationaler Sozialisten (1947–1950, 1951–1954), Pro und contra (1950–1954) und Funken (1951–1959) wirkte. Andere ehemalige Mitglieder der Roten Kämpfer traten der SPD bei. Dazu gehörten der spätere Bundestagsabgeordnete Erwin Lange und der spätere Polizeipräsident der Stadt Dortmund, Fritz Riwotzki.